# Gewog di Nanong
Il gewog di Nanong è uno degli undici raggruppamenti di villaggi del distretto di Pemagatshel, nella regione Orientale, in Bhutan.